# The Genera of North American Plants
The Genera of North American Plants (abreviado Gen. N. Amer. Pl.) es un libro ilustrado con descripciones botánicas que fue escrito por el botánico, pteridólogo, micólogo y zoólogo inglés Thomas Nuttall. Se publicó en  el año 1818.